# Китайське національне шосе 301
Китайське національне шосе 301 (G301) проходить від Суйфеньхе, Хейлунцзян до Маньчжурії, Внутрішня Монголія. Його довжина становить 1680 кілометрів і тягнеться на північний захід від Суйфеньхе до Маньчжурії.

## Маршрут і відстань
| Маршрут і відстань |               |
| \| Місто \| Відстань (км) \| \| ----------------------------------------- \| ------------- \| \| Місто Суйфеньхе, Хейлунцзян \| 0 \| \| Муданьцзян, Хейлунцзян \| 183 \| \| Хайлін, Хейлунцзян \| 207 \| \| Шанджі, Хейлунцзян \| 370 \| \| Район Ачен, Хейлунцзян \| 491 \| \| Харбін, Хейлунцзян \| 518 \| \| Чжаодун, Хейлунцзян \| 595 \| \| Анда, Хейлунцзян \| 678 \| \| Дацін, Хейлунцзян \| 719 \| \| Рангхулу, Хейлунцзян \| 734 \| \| Ліндян, Хейлунцзян \| 805 \| \| Ціціхар, Хейлунцзян \| 902 \| \| Мейлісі, Хейлунцзян \| 927 \| \| Округ Ганнань, Хейлунцзян \| 998 \| \| Арун Банер, Внутрішня Монголія \| 1041 \| \| Якеші, Внутрішня Монголія \| 1380 рік \| \| Даян, Внутрішня Монголія \| 1386 \| \| Район Хайлар, Внутрішня Монголія \| 1464 \| \| Прапор Старого Барагу, Внутрішня Монголія \| 1485 \| \| Маньчжурія, Внутрішня Монголія \| 1680 рік \| |               |
| Місто | Відстань (км) |
| Місто Суйфеньхе, Хейлунцзян | 0             |
| Муданьцзян, Хейлунцзян | 183           |
| Хайлін, Хейлунцзян | 207           |
| Шанджі, Хейлунцзян | 370           |
| Район Ачен, Хейлунцзян | 491           |
| Харбін, Хейлунцзян | 518           |
| Чжаодун, Хейлунцзян | 595           |
| Анда, Хейлунцзян | 678           |
| Дацін, Хейлунцзян | 719           |
| Рангхулу, Хейлунцзян | 734           |
| Ліндян, Хейлунцзян | 805           |
| Ціціхар, Хейлунцзян | 902           |
| Мейлісі, Хейлунцзян | 927           |
| Округ Ганнань, Хейлунцзян | 998           |
| Арун Банер, Внутрішня Монголія | 1041          |
| Якеші, Внутрішня Монголія | 1380 рік      |
| Даян, Внутрішня Монголія | 1386          |
| Район Хайлар, Внутрішня Монголія | 1464          |
| Прапор Старого Барагу, Внутрішня Монголія | 1485          |
| Маньчжурія, Внутрішня Монголія | 1680 рік      |